# Cal Duran de Sant Martí de Maldà
Cal Duran de Sant Martí de Maldà és una casa neoclàssica de Sant Martí de Maldà, al municipi de Sant Martí de Riucorb (Urgell), inclosa a l'Inventari del Patrimoni Arquitectònic de Catalunya.

## Descripció
És una gran casa situada davant l'església. Les seves façanes ocupen tres carrers del poble. A la façana d'entrada al poble es pot observar que és una casa de tres plantes, on les dues primeres es resolen amb una seqüència de tres arcs de mig punt lleugerament rebaixats i en la planta superior hi ha un porxo de pilars de pedra situats damunt voluminosos pedestals. La façana principal té una porta d'accés de forma rectangular senzilla i en la primera planta destaquen diverses finestres i un balcó amb una porta emmarcada en alts relleus florals amb una llinda superior amb uns querubins que porten una garlanda. A la part superior hi ha una cornisa motllurada sobresortida que als extrems laterals presenta gerros decoratius en relleu.